# New York Whitecaps
I New York Whitecaps sono stati una franchigia di pallacanestro della USBL, con sede a New York, attivi nel 1990.
Disputarono unicamente la stagione USBL 1990, che terminarono con un record di 1-5. Si sciolsero alla fine del campionato.

## Stagioni
| Stagione | Lega | Denominazione      | V | P | %    | Piazzamento | Play-off |
| -------- | ---- | ------------------ | - | - | ---- | ----------- | -------- |
| 1990     | USBL | New York Whitecaps | 1 | 5 | 16,7 | 4º          | -        |